# Pajagalan
Pajagalan is een bestuurslaag in het regentschap Sumenep van de provincie Oost-Java, Indonesië. Pajagalan telt 3981 inwoners (volkstelling 2010).